# Hayashi Ryūkō
Hayashi Ryūkō est un nom japonais traditionnel ; le nom de famille (ou le nom d'école), Hayashi, précède donc le prénom (ou le nom d'artiste).
Hayashi Ryūkō (林 榴岡), né en 1681 à Edo au Japon et décédé à l'âge de 79 ans le 11 décembre 1758 dans cette même ville, est un lettré néo-confucéen, enseignant et administrateur du système des hautes études du shogunat Tokugawa durant l'époque d'Edo. Il fait partie des lettrés confucéens du clan Hayashi.

## Académicien
Ryūkō est le quatrième Daigaku-no-kami (« Dieu des études ») de la famille Hayashi.
Il devient le second recteur officiel du Shōhei-kō (plus tard renommé en Yushima Seidō. Cette institution est au sommet du système d'enseignement et de formation du shogunat Tokugawa. Le titre de Daigaku-no-kami désigne le chef de l'éducation national.